# (19762) Lacrowder
(19762) Lacrowder (2000 JQ57) – planetoida z pasa głównego asteroid okrążająca Słońce w ciągu 3,55 lat w średniej odległości 2,33 j.a. Odkryta 6 maja 2000 roku.